# ジョン・フレッチャー (劇作家)
ジョン・フレッチャー（John Fletcher, 1579年12月 - 1625年8月）は、ジャコビアン時代のイングランドの劇作家。ウィリアム・シェイクスピアの後を受けて、国王一座の座付作家となった。当時としては多作かつ影響力の大きい劇作家だった。存命中ならびに王政復古初期にはシェイクスピアと並び称された。しかし、その後は次第に忘れられ、現在ではエリザベス朝時代から王政復古期への移行期の人物として知られるにとどまっている。

## 生涯
フレッチャーは1579年12月（洗礼は12月20日）、サセックスのライ（Rye）に生まれた。
父親のリチャード・フレッチャー（Richard Fletcher）は野心的かつ成功した聖職者で、エリザベス1世の従軍牧師やピーターバラ大聖堂の主任司祭（Dean of Peterborough）、ブリストル主教（Bishop of Bristol）、ウースター主教（Bishop of Worcester）、ロンドン主教（Bishop of London。ただし死ぬまでの短い期間）を歴任した。フォザリンゲイ（Fotheringhay）でのスコットランド女王メアリーの処刑の時、リチャード・フレッチャーは「処刑台の階段に跪き、大きな声で長々と祈り始めた。間延びした喋り方と修辞的なスタイルで。まるで歴史のページに自分のやり方を刻もうと決めたかのようだった」。女王が死んだ時にはこう叫んだ。「女王のすべての敵は死ぬがいい!」。女王が反対した結婚のことで女王に厭われた直後の1596年、リチャード・フレッチャーはこの世を去った。リチャード・フレッチャーにはかなりの負債を残していた。ジョンはじめ8人の子供たちは詩人で小役人だった叔父のガイルズ・フレッチャー（Giles Fletcher）に預けられた。パトロンだったロバート・デヴァルーの謀反の後、叔父のコネはプラスどころかマイナスになったようである。
1591年、ジョン・フレッチャーは11歳でケンブリッジ大学のコーパス・クリスティ・カレッジに入学したようである。学位を取得したかについては定かではないが、教会で働けるようになったことを示唆する証拠は残っている。大学時代のことはほとんど知られていないが、大学才人たちが辿った道（大学から成長中のロンドンの商業演劇への道）にフレッチャーが続いたのは明らかである。1606年、フレッチャーはチャペル・ロイヤル少年劇団（Children of the Chapel）の作家として、続いてブラックフライヤーズ座（Blackfriars Theatre）の上演で頭角を現した。ボーモント&フレッチャーの1647年の「二折版（フォリオ）」の中のリチャード・ブルーム（Richard Brome）の韻文による推薦の辞は、フレッチャーをベン・ジョンソンの劇団にいたとしている。ジョンソンのウィリアム・ドラモンド・オブ・ホーソーンデン（William Drummond of Hawthornden）へのコメントもこの主張を裏付けているが、いつから親交が始まったのかはわかっていない。フレッチャーの作家歴の初めは、フランシス・ボーモント（Francis Beaumont）との共作だった。二人は10年近く、最初は少年劇団のために、その後は国王一座のために、一緒に仕事をした。ジョン・オーブリー（John Aubrey）の伝える伝説（あるいは創作）によると、二人はバンクサイド（Bankside）に共に暮らし、着る物は共有し、「家の中に二人の間の1人の娘（女中、売春婦の意味もある）」がいたという。この家庭内取り決めは（もし存在したのであればだが）1613年のボーモントの結婚で終わりを告げた。劇作のパートナーシップはおそらく同じ年、ボーモントが病気（脳卒中と思われる）にかかった時に終わった。
この頃にはフレッチャーの活動は、国王一座との緊密な関係に移行していた。シェイクスピアと『ヘンリー八世』、『二人の貴公子』、そして失われた『カルデーニオ』を合作したとされている。この時期、フレッチャーが単独で書いた作品には、『じゃじゃ馬ならし』の続編にあたる『女の勝利またの名じゃじゃ馬馴らしが馴らされて』がある。シェイクスピアの死後は、フレッチャーは国王一座の専属座付作家となったようである。その時から死ぬまでの9年間、フレッチャーは国王一座のためだけしか作品を書かなかった。しかし、単独で書くだけでなく、ネイサン・フィールド（Nathan Field）、続いてフィリップ・マッシンジャー（Philip Massinger）と合作も続けた。マッシンジャーはフレッチャーを継いで国王一座の座付作家となった。フレッチャーの人気は存命中続いた。1621年の冬には、フレッチャーの3本の芝居が宮廷で上演された。
フレッチャーは1625年にペストで亡くなった。8月29日にサウスウォーク大聖堂  (Southwark Cathedral) に埋葬されたが、正確な埋葬場所はわからない。1つの墓をフレッチャーと（同じ聖堂に埋葬された）マッシンジャーのものと示すアストン・コカイン（Aston Cockayne）による言及がある。
フレッチャーが得意とした分野は、王政復古期のチャールズ1世の治世に劇作家たちに強い影響を及ぼした悲喜劇と風習喜劇（Comedy of manners）だった。

## 上演史
フレッチャーは作家を始めた初期に大きな失敗をしている。ジョヴァンニ・バッティスタ・グァリーニの同名の劇を翻案した『忠実な女羊飼い（The Faithful Shepherdess）』で、1608年にチャペル・ロイヤル少年劇団によって上演された。印刷された本の序文で、フレッチャーは失敗は観客の誤った期待のせいだと説明した。観客は伝統的なステレオタイプで描かれた羊飼いと、踊り・笑い・殺人を呼び物にした牧歌的悲喜劇を期待したのだが、フレッチャーはそうせず、羊飼いに「灰色の外套を着せ、紐でつないだ犬は省略した」。フレッチャーが劇の序文の弁明で「悲喜劇」を次のように端的に定義したことは有名である。「悲喜劇とは、浮かれ騒ぎや殺人の点からそう呼ばれるものではなく、悲劇には満たない死、喜劇には満たないがそれに近いものを望む点からそう呼ばれるのである」。フレッチャーが言い続けた喜劇は「ありふれた人々の描写」でなければならず、序文では、自然の性質にそむく行動をする登場人物を目玉とした劇に批判的だった。
フレッチャーは観客が理解できるのを待たず新しいスタイルを進展させたようである。しかし、1609年には自分のペースを見つけた。ボーモントと一緒に国王一座のために書いた『Philaster』のヒットで、フレッチャーと国王一座の間の有益な関係が始まった。『Philaster』はまた悲喜劇を流行らせたようでもある。フレッチャーはシェイクスピアの「後期ロマンス劇」の特徴のいくつかや、他の劇作家たちの悲喜劇作品に影響を与えたと信じられている。1610年代中頃には、フレッチャーの芝居はシェイクスピアと並ぶ人気を獲得し、ジャコビアン時代のロンドンで国王一座の優位性を高めた。1616年のボーモントの引退と早逝以後も、フレッチャーは単独であるいは共同で1625年に亡くなるまで作品を作り続けた。フレッチャーは50本近い戯曲にその名を残し、そのほとんどが、1642年の劇場閉鎖まで国王一座の主たるレパートリーとなった。
イングランド共和国の時代、劇場が閉鎖されている間、多くの劇作家たちの有名場面がドロール（Droll。短い喜劇的な寸劇）として生き残った。1660年に劇場が再開された時、フレッチャーの正典の戯曲は、オリジナルであるいは改訂されて、イングランドの劇場でよく上演された。もっとも頻繁に再演されたのは、風習喜劇の発展したテイストを連想させた。悲劇では『The Maid's Tragedy』と『Rollo Duke of Normandy』が劇場にかかった。人気の4つの悲喜劇（『A King and No King』、『The Humorous Lieutenant』、『Philaster』、『The Island Princess』）は英雄劇（または英雄悲劇。Heroic drama）の前兆とも言えるものだった。喜劇では、『Rule a Wife And Have a Wife』、『The Chances』、『Beggars' Bush』、とりわけ『The Scornful Lady』が人気があった。
その頃はまだシェイクスピア作品や新作と並ぶ人気だったが、次第に人気がなくなっていった。1710年頃になると、シェイクスピア劇の上演回数は増え、18世紀の終わりにはフレッチャー劇の上演は確実に少なくなった。1784年、トマス・デイヴィス（Thomas Davies）は今劇場にかかるのは『Rule a Wife』と『The Chances』だけだと言った。1世代後になると、アレキサンダー・ダイス（Alexander Dyce）は『The Chances』についてしか言及していない。
以降、フレッチャーと合作者たちは伝記作家・評論家の研究のテーマとなっても、再演されることは稀になってしまった。

## 戯曲
フレッチャーの正典の作者の認定は困難である。フレッチャーは定期的に幅広く合作した。最も合作が多かったのはボーモントとマッシンジャーだが、それ以外にもネイサン・フィールド、シェイクスピアなどがいる。ボーモントとの初期の合作作品は後にマッシンジャーによって改訂され、解明をより複雑なものにした。英文学の研究者・学生たちにとって幸運だったのは、フレッチャーはかなり独特の特徴を持っていたことだった。たとえば、しきりに「them」を「'em」と書いた。他にも独特の短縮形を用いた。さらに、標準的な五歩格詩行に6番目の強勢のある音節（「sir」「too」「still」「next」など）を加えた。他にもさまざまな独特の癖、語の選択があった。こうしたフレッチャーのパターンを調べることで研究者たちはフレッチャーの正典の混乱を高い確率で見抜くことを可能にした。

### 単独作品
- The Faithful Shepherdess（忠実な女羊飼い）、牧歌劇、執筆1608年 - 1609年、出版1609年_
- Valentinian、悲劇、執筆1610年 - 1614年、出版1647年
- Monsieur Thomas、喜劇、執筆1610年 - 1616年頃、出版1639年
- 女の勝利またの名じゃじゃ馬馴らしが馴らされて（The Woman's Prize, or The Tamer Tamed）、喜劇、執筆1611年頃?、出版1647年
- Bonduca、悲劇、執筆1611年 - 1614年、出版1647年
- The Chances、喜劇、執筆1613年 -1625年頃、出版1647年
- Wit Without Money、喜劇、執筆1614年頃、出版1639年
- The Mad Lover、悲喜劇、上演1617年1月5日、出版1647年
- The Loyal Subject、悲喜劇、認可1618年11月16日、改訂1633年?、出版1647年 - 「認可」とは祝典局長（Master of the Revels）によるもの（以下同じ）
- The Humorous Lieutenant、悲喜劇、執筆1619年頃、出版1647年
- Women Pleased、悲喜劇、執筆1619年 - 1623年頃、出版1647年
- The Island Princess、悲喜劇、執筆1620年頃、出版1647年
- 野鴨追い（The Wild Goose Chase）、喜劇、執筆1621年頃、出版1652年
- The Pilgrim、喜劇、執筆1621年頃、出版1647年
- A Wife for a Month、悲喜劇、認可1624年5月27日、出版1647年
- Rule a Wife and Have a Wife、喜劇、認可1624年10月19日、出版1640年

### 合作
フランシス・ボーモントと
- The Woman Hater、喜劇、執筆1606年、出版1607年
- Cupid's Revenge、悲喜劇、執筆1607年 - 1612年頃、出版1615年
- Philaster, or Love Lies a-Bleeding、悲喜劇、執筆1609年頃、出版1620年
- The Maid's Tragedy、悲喜劇、執筆1609年頃、出版1619年
- A King and No King、悲喜劇、執筆1611年、出版1619年
- The Captain、喜劇、執筆1609年 - 1612年頃、出版1647年
- The Scornful Lady、喜劇、執筆1613年頃、出版1616年
- Love's Pilgrimage、悲喜劇、執筆1615年頃、出版1647年
- The Noble Gentleman、喜劇、執筆1613年頃?、認可1626年2月3日、出版1647年

フランシス・ボーモント、フィリップ・マッシンジャーと
- Thierry and Theodoret、悲劇、執筆1607年頃?、出版1621年
- The Coxcomb、喜劇、執筆1608年 -1610年頃、出版1647年
- Beggars' Bush、喜劇、執筆1612年 - 1613年頃?、出版1647年
- Love's Cure、喜劇、執筆1612年 - 1613年頃?、改訂1625年?、出版1647年

フィリップ・マッシンジャーと
- Sir John van Olden Barnavelt、悲劇、執筆1619年8月（写本）、出版1883年
- The Little French Lawyer、喜劇、執筆1619年 - 1623年頃、出版1647年
- A Very Woman、悲喜劇、執筆1619年 - 1622年頃、認可1634年6月6日、出版1655年
- The Custom of the Country、喜劇、執筆1619年 - 1623年頃、出版1647年
- The Double Marriage、悲劇、執筆1619年 - 1623年頃、出版1647年
- The False One、歴史劇、執筆1619年 - 1623年頃、出版1647年
- The Prophetess、悲喜劇、認可1622年5月14日、出版1647年
- The Sea Voyage、喜劇、認可1622年6月22日、出版1647年
- The Spanish Curate、喜劇、認可1622年10月24日、出版1647年
- The Lovers' Progress、別題The Wandering Lovers、悲喜劇、認可1623年12月6日、改訂1634年、出版1647年
- The Elder Brother、喜劇、執筆1625年頃、出版1637年

フィリップ・マッシンジャー、ネイサン・フィールドと
- The Honest Man's Fortune、悲喜劇、執筆1613年、出版1647年
- The Queen of Corinth、悲喜劇、執筆1616年 - 1618年頃、出版1647年
- The Knight of Malta、悲喜劇、執筆1619年頃、出版1647年

ウィリアム・シェイクスピアと
- ヘンリー八世、歴史劇、執筆1613年頃、出版1623年
- 二人の貴公子、悲喜劇、執筆1613年頃、出版1634年
- カルデーニオ、悲喜劇?、執筆1613年頃

トマス・ミドルトン、ウィリアム・ローリー（William Rowley）と
- Wit at Several Weapons、喜劇、執筆1610年 - 1620年頃、出版1647年

ウィリアム・ローリーと
- The Maid in the Mill、認可1623年8月29日、出版1647年

ネイサン・フィールドと
- Four Plays, or Moral Representations, in One、道徳劇、執筆1608年 - 1613年頃、出版1647年 - フレッチャー&ボーモントという説もある。

フィリップ・マッシンジャー、ベン・ジョンソン、ジョージ・チャップマン（George Chapman）と
- Rollo Duke of Normandy、別題The Bloody Brother、悲劇、執筆1617年頃、改訂1627年 - 1630年?、出版1639年 - 研究者の間でとくに作者の特定が困難で、改訂はマッシンジャーと思われる[2]。

ジェームズ・シャーリー（James Shirley）と
- The Night Walker, or The Little Thief、喜劇、執筆1611年頃、出版1640年 - フレッチャーのオリジナルに後に（1633-1634年）シャーリーが単独で改訂。改訂版の上演は1639年。

合作者不明
- The Nice Valour, or The Passionate Madman、喜劇、執筆1615年 - 1625年頃、出版1647年 - フレッチャーの劇をトマス・ミドルトンが改訂したものかも知れない。
- The Laws of Candy、悲喜劇、執筆1619年 - 1623年頃、出版1647年 - フレッチャーか、ジョン・フォード（John Ford）か諸説あり。
- The Fair Maid of the Inn、喜劇、認可1626年1月22日、出版1647年 - マッシンジャー、ジョン・フォード、ジョン・ウェブスターの合作で、フレッチャーの関与はあったかなかったか不明。
- The Faithful Friends、悲喜劇、記録への登録1660年6月29日（写本）

### ボーモント&フレッチャー・フォリオ
1647年のボーモント&フレッチャー・フォリオ（Beaumont and Fletcher folios）の「ファースト・フォリオ」には35の戯曲が収録されていて、多くはそれまで未出版のものである。1679年の「セカンド・フォリオ」にはさらに18の戯曲が追加された（合計53本）。「ファースト・フォリオ」に収められた『The Masque of the Inner Temple and Gray's Inn』（1613年）と「セカンド・フォリオ」に収められた『he Knight of the Burning Pestle』（1607年）はボーモントの単独作品と考えられている。他にも、「セカンド・フォリオ」にはシェイクスピアとの合作「二人の貴公子」や、ジェームズ・シャーリーの『The Coronation』が収められている。

### 日本語版テキスト
- 女の勝利またの名じゃじゃ馬馴らしが馴らされて - 訳：岡崎凉子（早稲田大学出版部、エリザベス朝喜劇10選）
- 野鴨追い - 訳：岡崎凉子（早稲田大学出版部、エリザベス朝喜劇選）
- ヘンリー八世- 訳：坪内逍遙（新樹社、シェークスピヤ全集第34巻）
- ヘンリー八世 - 訳：小田島雄志、解説：前川正子（白水社、白水uブックス）
- 二人の貴公子 - 訳：河合祥一郎（白水社）
- 乙女の悲劇 - 訳：小津次郎（筑摩書房、世界文學大系89 古典劇集2“朱版”）